# Graja de Campalbo
Graja de Campalbo település Spanyolországban, Cuenca tartományban. Graja de Campalbo Santa Cruz de Moya, Talayuelas és Landete községekkel határos. Lakosainak száma 85 fő (2024).

## Népesség
A település népessége az utóbbi években az alábbiak szerint változott:
| Lakosok száma | 134  | 129  | 124  | 113  | 117  | 98   | 93   | 91   | 91   | 85   |
|               | 2001 | 2004 | 2006 | 2009 | 2011 | 2014 | 2016 | 2019 | 2021 | 2024 |